# Liste der häufigsten Familiennamen in der Schweiz

Der häufigste Familienname in jedem Schweizer Kanton.

Die Familiennamen in der Schweiz sind vielfältig und regional unterschiedlich. Dies liegt zum einen an den verschiedenen Sprachregionen der Schweiz sowie an kantonalen Unterschieden. Andererseits tragen auch Immigrationswellen zur stetigen Erweiterung dieser Vielfalt bei. Wenn man verschiedene Schreibweisen desselben Namens berücksichtigt, sind in der gesamten Schweiz über eine halbe Million Familiennamen dokumentiert.
Das Bundesamt für Statistik hat für 2021 erstmals detaillierte Daten zu Nachnamen in den Gemeinden, Kantonen und Sprachregionen der Schweiz veröffentlicht.

## Die 50 häufigsten Nachnamen
Der häufigste Familienname in der Schweiz ist Müller, der von 53'410 Personen oder 0,6 % der Gesamtbevölkerung getragen wird. Die Liste der häufigsten Namen wird von Deutschschweizer Namen dominiert. Favre, der erste Name französischer Herkunft, erscheint erst an 90. Stelle (5524 Vorkommen). Der häufigste ausländische Nachname ist da Silva (portugiesisch), der schweizweit an 10. Stelle erscheint und in der Romandie sogar häufigster Nachname ist. Weitere portugiesische Namen unter den häufigsten 50 sind Ferreira (Rang 21), Pereira (Rang 23), dos Santos (34) und Rodrigues (Rang 39). Unter den ersten 50 befinden sich auch drei albanische Namen: Krasniqi (Rang 38), Berisha (Rang 45) und Gashi (Rang 49).
| Rang | Familienname | Anzahl Personen 2022 |
| ---- | ------------ | -------------------- |
| 1    | Müller       | 53'410               |
| 2    | Meier        | 32'856               |
| 3    | Schmid       | 30'424               |
| 4    | Keller       | 23'197               |
| 5    | Weber        | 20'209               |
| 6    | Schneider    | 19'024               |
| 7    | Huber        | 18'146               |
| 8    | Meyer        | 17'538               |
| 9    | Steiner      | 17'309               |
| 10   | da Silva     | 16'964               |
| 11   | Fischer      | 15'093               |
| 12   | Gerber       | 14'951               |
| 13   | Baumann      | 14'448               |
| 14   | Brunner      | 14'399               |
| 15   | Frei         | 14'023               |
| 16   | Zimmermann   | 13'904               |
| 17   | Moser        | 13'662               |
| 18   | Graf         | 13'022               |
| 19   | Widmer       | 12'733               |
| 20   | Wyss         | 12'573               |
| 21   | Ferreira     | 11'809               |
| 22   | Roth         | 11'555               |
| 23   | Pereira      | 11'426               |
| 24   | Baumgartner  | 10'894               |
| 25   | Bachmann     | 10'852               |
| 26   | Bucher       | 10'814               |
| 27   | Suter        | 10'742               |
| 28   | Berger       | 10'228               |
| 29   | Kaufmann     | 10'218               |
| 30   | Studer       | 10'162               |
| 31   | Lüthi        | 10'039               |
| 32   | Bühler       | 9838                 |
| 33   | Kunz         | 9592                 |
| 34   | dos Santos   | 9446                 |
| 35   | Lehmann      | 9435                 |
| 36   | Hofer        | 9340                 |
| 37   | Marti        | 9177                 |
| 38   | Krasniqi     | 8904                 |
| 39   | Rodrigues    | 8879                 |
| 40   | Koch         | 8641                 |
| 41   | Christen     | 8634                 |
| 42   | Arnold       | 8566                 |
| 43   | Frey         | 8334                 |
| 44   | Wüthrich     | 8292                 |
| 45   | Berisha      | 8276                 |
| 46   | Egli         | 8021                 |
| 47   | Zürcher      | 7685                 |
| 48   | Fuchs        | 7540                 |
| 49   | Gashi        | 7381                 |
| 50   | Pfister      | 7360                 |

## Deutschschweiz
Namen mit der Endung -er, die für deutschsprachige Nachnamen charakteristisch ist, belegen neun der ersten zehn Plätze, wobei Schmid diese Liste komplettiert. In allen grossen deutschsprachigen Städten liegt Müller an der Spitze. Müller ist der häufigste Name in den Kantonen Zürich, Aargau, Luzern, St. Gallen, Thurgau, Solothurn, Basel-Landschaft, Zug, Basel-Stadt, Schaffhausen, Glarus und Appenzell Ausserrhoden. Dennoch gibt es regionale Unterschiede in der Verteilung der Nachnamen. Im Kanton Bern ist Gerber der häufigste Name, während es in Schwyz Kälin, in Uri Arnold, in Nidwalden Odermatt, in Obwalden Rohrer, im Graubünden Schmid und im Kanton Appenzell Innerrhoden Inauen ist.
| Rang | Familienname | Anzahl Personen 2022 |
| ---- | ------------ | -------------------- |
| 1    | Müller       | 49'359               |
| 2    | Meier        | 31'322               |
| 3    | Schmid       | 28'258               |
| 4    | Keller       | 21'628               |
| 5    | Weber        | 18'205               |
| 6    | Schneider    | 17'050               |
| 7    | Huber        | 17'014               |
| 8    | Steiner      | 15'759               |
| 9    | Meyer        | 14'656               |
| 10   | Fischer      | 13'875               |

## Französischsprachige Schweiz
Besonders auffallend in der Westschweiz ist die Vorherrschaft portugiesischer Familiennamen. Siebzehn der zwanzig häufigsten Nachnamen sind portugiesischen Ursprungs, die Ausnahmen sind Favre (Rang 6), Martin (Rang 9) und Müller (Rang 12). 2021 lebten etwa 150'000 Personen mit portugiesischer Staatsbürgerschaft in der Romandie, was 7 % der Gesamtbevölkerung und 22 % der ausländischen Bevölkerung entspricht. Die Dominanz in der Nachnamensstatistik lässt sich durch die geringere Namensvielfalt in Portugal erklären, bis zu 10 % tragen dort die Nachnamen Silva oder da Silva. Die Statistik berücksichtigt allerdings nur den ersten Teil des Nachnamens. Nachnamen von Personen aus Portugal sind oft aus mehreren Teilen zusammengesetzt. Eine Person mit dem Nachnamen da Silva Ferreira wird nur als da Silva erfasst, wodurch sich die Häufigkeit des (kompletten) Namens da Silva erhöht, während der Name Ferreira im Beispiel einmal weniger gezählt wird, als er als Namensbestandteil vorkommt.
da Silva ist der häufigste Familienname in den Kantonen Waadt, Genf, Freiburg und Neuenburg, während Fournier im Wallis und Fleury im Jura vorherrschen. Der Kanton Jura weist die Besonderheit auf, dass sich auf den ersten 50 Plätzen ausschliesslich einheimische Namen befinden, da Silva belegt hier lediglich den 63. Rang.
| Rang | Familienname | Anzahl Personen 2022 |
| ---- | ------------ | -------------------- |
| 1    | da Silva     | 10'165               |
| 2    | Ferreira     | 7288                 |
| 3    | Pereira      | 6557                 |
| 4    | dos Santos   | 6072                 |
| 5    | Rodrigues    | 5262                 |
| 6    | Favre        | 5162                 |
| 7    | Gomes        | 4425                 |
| 8    | Fernandes    | 3919                 |
| 9    | Martin       | 3883                 |
| 10   | Lopes        | 3821                 |

## Italienischsprachige Schweiz
Der häufigste Name in der italienischsprachigen Schweiz ist Bernasconi. Der Name langobardischen Ursprungs ist im gesamten Kanton Tessin weit verbreitet, besonders in Lugano und im Mendrisiotto. Müller ist auch im Tessin der am weitesten verbreitete Name deutschen Ursprungs und belegt den kantonalen Rang 15.
| Rang | Familienname | Anzahl Personen 2022 |
| ---- | ------------ | -------------------- |
| 1    | Bernasconi   | 2293                 |
| 2    | Ferrari      | 1340                 |
| 3    | Rossi        | 1337                 |
| 4    | Bianchi      | 1313                 |
| 5    | Fontana      | 790                  |
| 6    | Crivelli     | 749                  |
| 7    | Galli        | 735                  |
| 8    | Cattaneo     | 698                  |
| 9    | Colombo      | 582                  |
| 10   | Cereghetti   | 569                  |

## Rätoromanisches Sprachgebiet
| Rang | Familienname | Anzahl Personen 2022 |
| ---- | ------------ | -------------------- |
| 1    | Caduff       | 233                  |
| 2    | Derungs      | 229                  |
| 3    | Casanova     | 192                  |
| 4    | Maissen      | 184                  |
| 5    | Cavegn       | 166                  |
| 5    | Monn         | 166                  |
| 7    | Caviezel     | 161                  |
| 8    | Arpagaus     | 160                  |
| 9    | Venzin       | 139                  |
| 10   | Decurtins    | 133                  |